# 短期打上型小型衛星
短期打上型小型衛星（たんきうちあげがたこがたえいせい）は、日本の内閣官房内閣衛星情報センターの人工衛星である。情報収集衛星の代替システムの実証研究として2024年（令和6年）に打ち上げられたが、搭載したカイロスロケット初号機の打ち上げ失敗により喪失された。

## 概要
衛星本体は重量100㎏以内、分解能1m以下の光学偵察衛星である。情報収集衛星に不測の事態が発生した際、一定期間その機能を代替することを目的として短期間に打ち上げ可能な小型衛星の実証研究を実施するために開発された。実用化時に短期（2～3ヶ月程度を目標）での製造・試験が完了することを念頭とする。
衛星システムはエイ・イー・エス、地上システムはスカパーJSATがそれぞれ開発契約を結んでおり、スペースワンが打ち上げを、宇宙航空研究開発機構が研究支援を行う。

## 打ち上げの失敗
2024年（令和6年）3月9日、本衛星を搭載したカイロスロケット初号機の打ち上げ準備が進められたが、警戒区域へ船舶の侵入があり当日中の打ち上げは見送られた。延期を経て3月13日11時1分、改めてロケットの打ち上げが実施された。しかし、打ち上げ後数十メートル上昇してからロケットは飛行中断措置により爆発し、本衛星も喪失。予定軌道へは投入されなかった。